# Chiesa di San Tommaso (Como)
La chiesa di San Tommaso è un edificio di culto cattolico situato a Civiglio, nel territorio comunale di Como. La chiesa è sede della parrocchia locale.

## Storia e descrizione
Costruita sulla base di una cappella già attestata alla fine del XIII secolo, la chiesa è sede dell'omonima parrocchia almeno dalla fine del Cinquecento, quando la chiesa era annessa a un monastero agostiniano femminile istituito su impulso di Marco Gallio, commendatore del complesso di Sant'Abbondio. Le suore agostiniane rimasero nel convento di San Tomaso di Civiglio fino al 1576, anno in cui si trasferirono nella convalle di Como (dapprima in Borgo Vico e poi, a causa di continue alluvioni, nel monastero di Sant'Abbondio, dove entrarono nel 1616). 
Tra il 1848 e il 1857 la chiesa fu sottoposta a restauro; nel decennio precedente, il campanile era stato dotato di un nuovo concerto di campane.